# Dioscorea alata
Dioscorea alata також відомий як фіолетовий ямс, убе, або великий ямс — вид ямсу з родини Діоскореєві. Бульби, як правило, яскраво фіолетові чи кольору лаванди, але деякі можуть бути кремового чи простого білого кольору. Іноді його плутають з таро та бататом з Окінави (Ipomoea batatas cv. Ayamurasaki), хоча D. alata також вирощується на Окінаві, де він відомий як beniimo (яп. 紅芋) . В азійських тропіках D. alata відомий людям з давніх часів.

## Назви
Оскільки він був натуралізований по всій тропічній Південній Америці, Африці, Австралії, на південному сході США, у цих регіонах D. alata називають багатьма різними назвами. Тільки в англійській мові, окрім фіолетового ямсу, інші поширені назви включають гаянський маранту, десятимісячний ямс, водний ямс, білий ямс, крилатий ямс, фіалковий ямс або просто ямс.

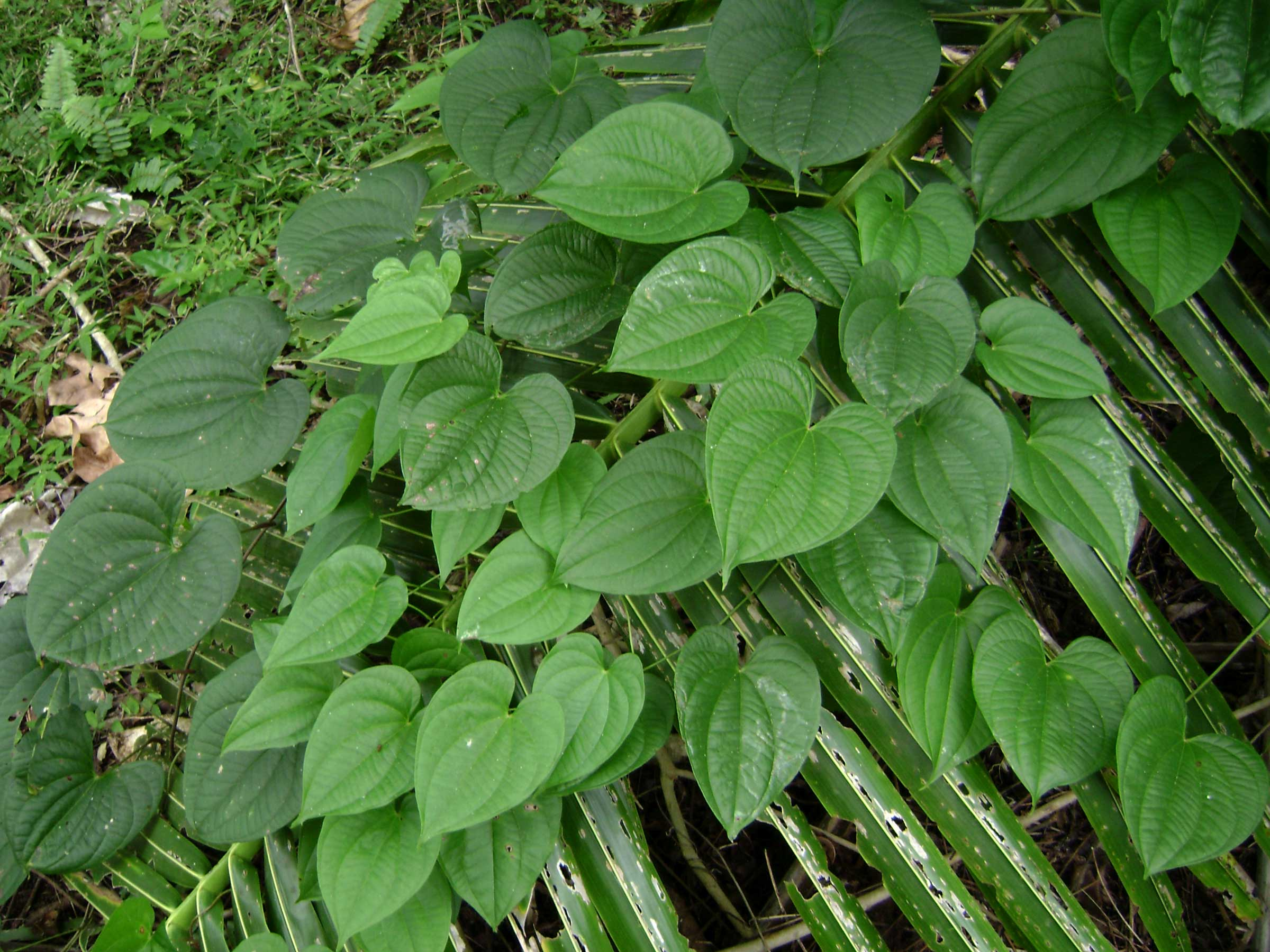
Лоза ямсу у Вавау, Тонга

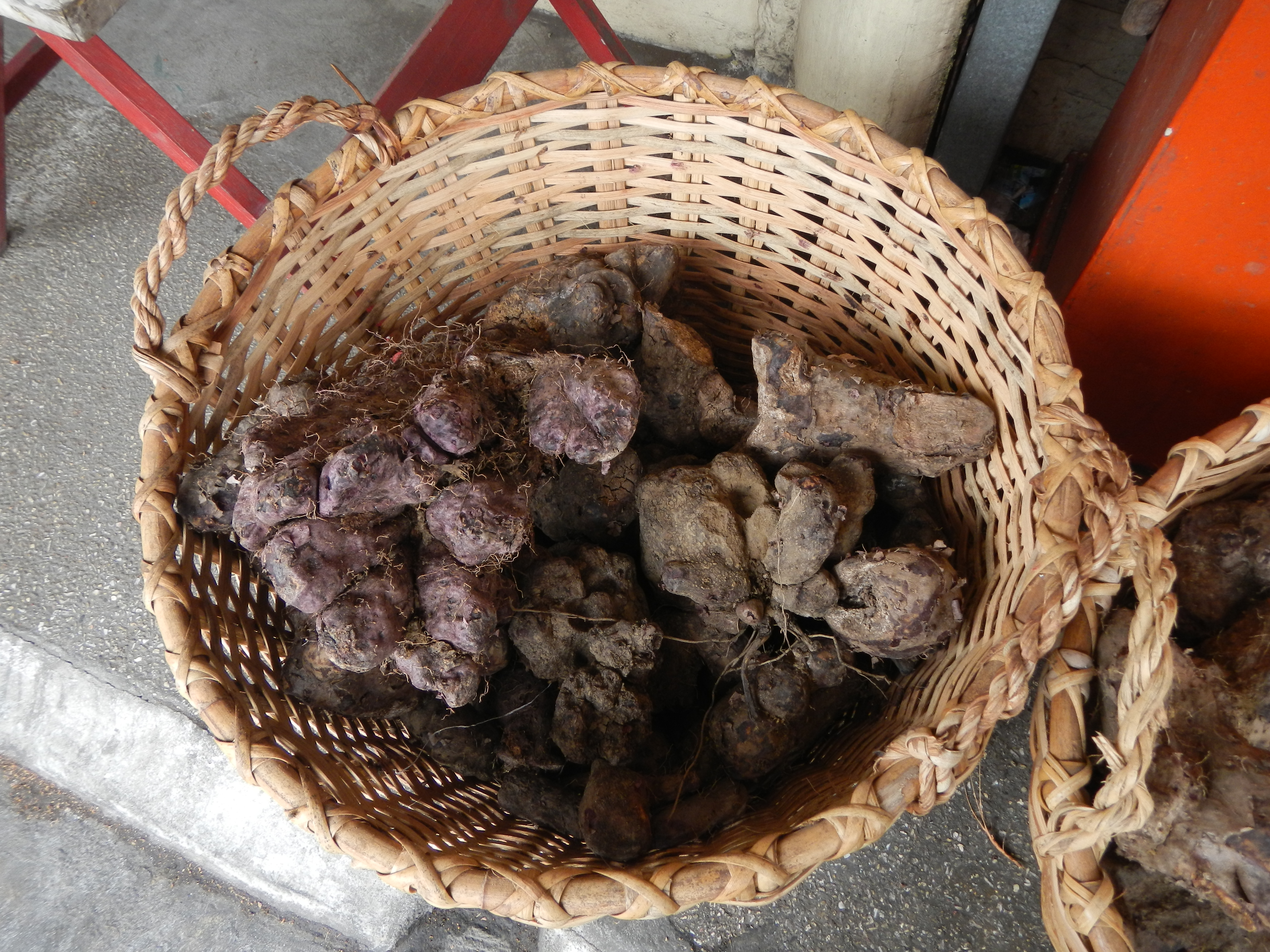
Бульби фіолетового ямсу

## Історія вирощування

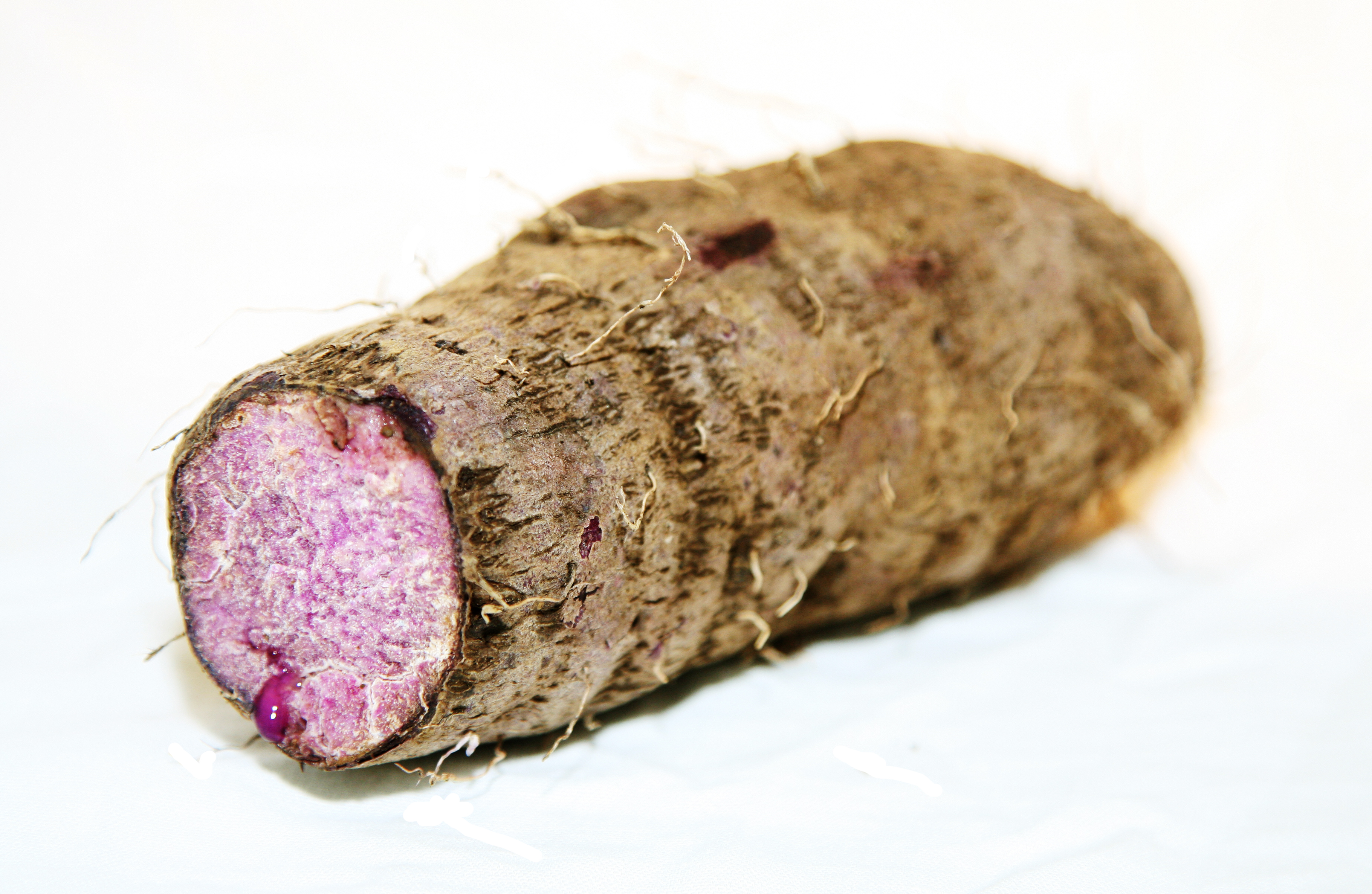
Нарізаний фіолетовий ямс з Реюньйону

Це одна з найважливіших основних культур австронезійських народів. Інші ямси були одомашнені і їх культивували незалежно в межах островів Південно-Східної Азії та Нової Гвінеї заради крохмалистих бульб, включаючи круглий ямс (Dioscorea bulbifera), убі гадонг (Dioscorea hispida), малий ямс (Dioscorea esculenta), тихоокеанський ямс (Dioscorea nummularia), п'ятилистовий ямс (Dioscorea pentaphylla) та олівцевий ямс (Dioscorea transversa). Серед них D. alata та D. esculenta були єдиними, які регулярно культивували та вживали в їжу, а решту зазвичай вважали голодною їжею через їх більш високий рівень токсину діоскорину, що вимагає правильного приготування перед споживанням. D. alata також культивується більше, ніж D. esculenta, головним чином через її значно більші бульби.
D. alata та D. esculenta були найбільш придатними для тривалих перевезень на австронезійських кораблях і проходили через весь або більшу частину ареалу австронезійської експансії. D. alata, зокрема, були завезені на Тихоокеанські острови та Нову Зеландію. Вони також були перевезені австронезійськими мореплавцями на Мадагаскар та Коморські острови.

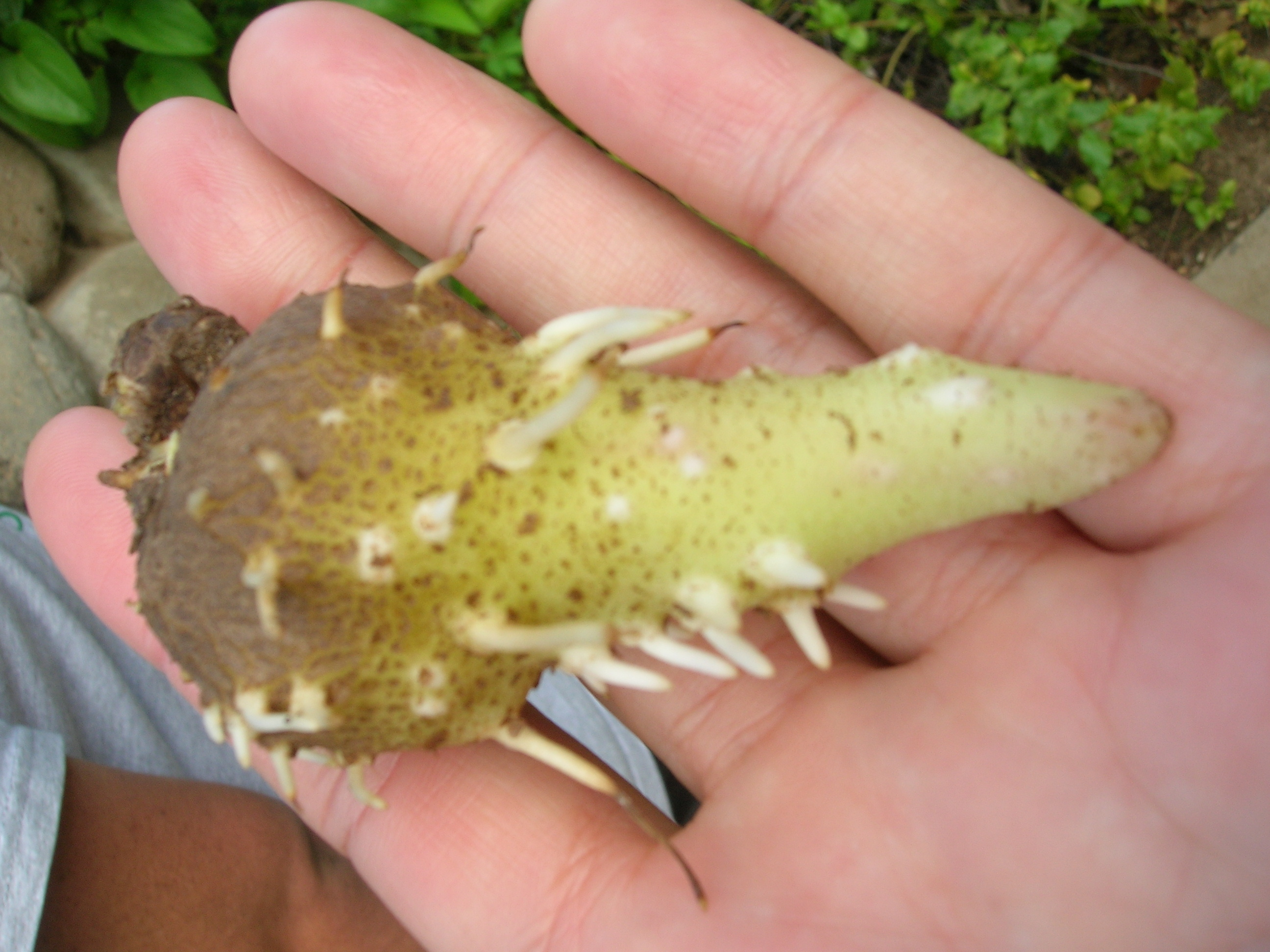
Повітряна бульба білого сорту D. алата з Мауї, Гаваї

Центр походження фіолетового ямсу невідомий, але археологічні дані свідчать про те, що його експлуатували на островах Південно-Східної Азії та Новій Гвінеї до експансії Австронезії. Вважається, що фіолетовий ямс є справжнім культигеном, відомим лише з його культивованих форм. Переважна більшість сортів стерильні, що обмежує їх проникнення на острови виключно за допомогою людини, що робить їх хорошим показником руху людини. Деякі автори запропонували, без доказів, походження з материкової частини Південно-Східної Азії, але найбільшу фенотипову мінливість дослідили на Філіппінах та Новій Гвінеї.

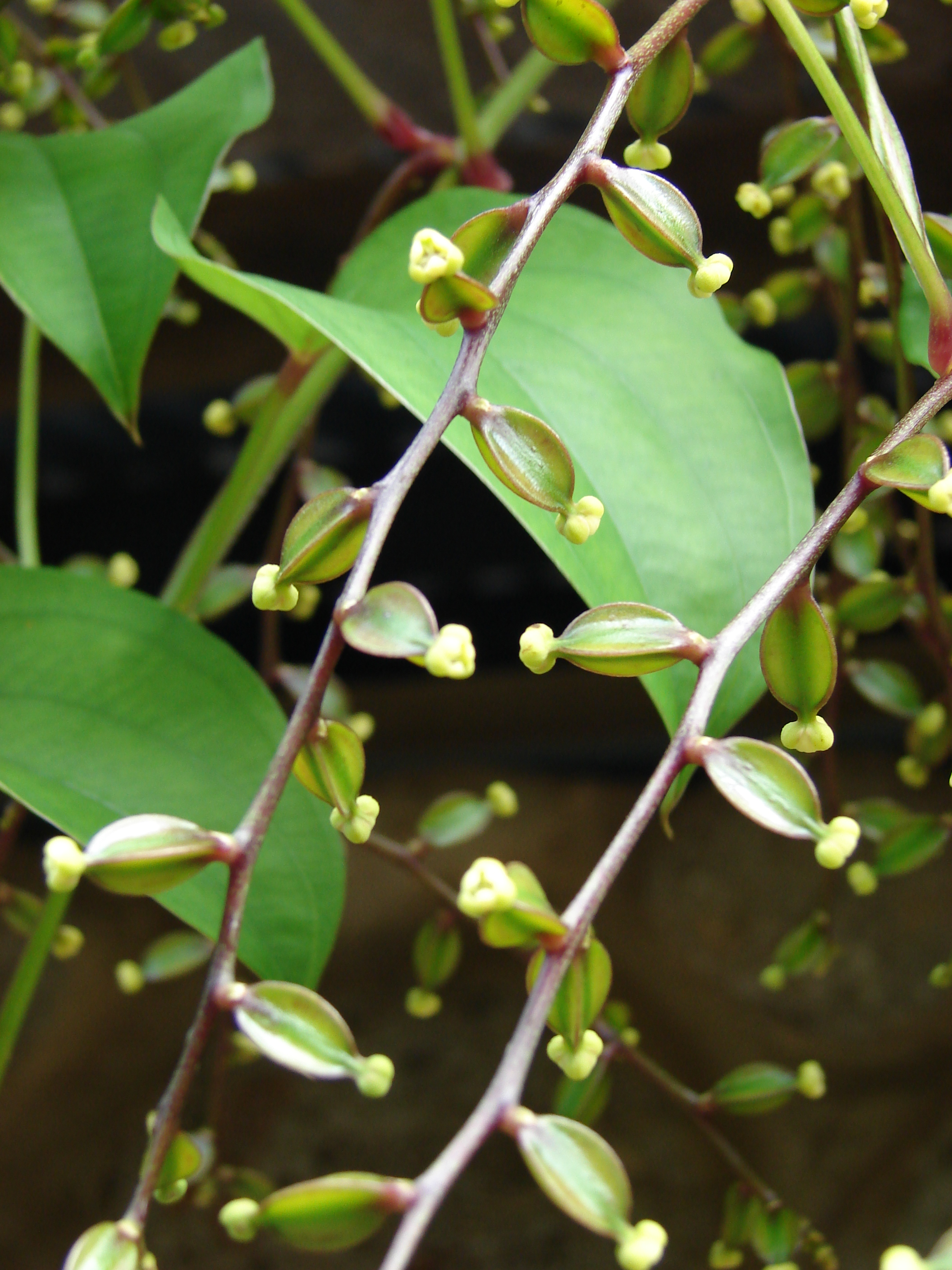
Квіти фіолетового ямсу

На підставі археологічних свідоцтв раннього землеробства ділянок і залишки рослин в Болоті Кука, автори припустили, що це він вперше одомашнений в горах Нової Гвінеї від близько 10 000 років тому і поширення на островах Південно-Східної Азії через культуру Лапіта біля 4000 років тому разом з D. nummularia та D. bulbifera. У свою чергу, вважається, що D. esculenta був впроваджений культурою Лапіта до Нової Гвінеї. Є також свідчення сільськогосподарської революції в цей період, спричиненої інноваціями від контакту з австронезійцями, включаючи розвиток мокрого вирощування. Однак набагато старіші останки, ідентифіковані як імовірно D. alata, також були виявлені з печер Ніа Борнео (пізній плейстоцен, <40 000 до н. е.) та печери Ілле Палавана (близько 11 000 до н. е.), разом із залишками отруйного убі гадонг (D. hispida), який потребує обробки, перш ніж він стане їстівним. Хоча це не доводить культивування, воно показує, що люди вже мали знання щодо використання крохмалистих рослин і що D. alata родом з острова Південно-Східної Азії. Крім того, це відкриває питання про те, чи справжній вид D. alata чи культивується набагато старше, ніж вважалося.
Фіолетовий ямс залишається важливою культурою в Південно-Східній Азії, особливо на Філіппінах, де яскраво-фіолетовий сорт широко використовується в різних традиційних та сучасних десертах. Він також залишається важливим у Меланезії, де його також вирощують для церемоніальних цілей. Однак його значення у Східній Полінезії та Новій Зеландії зменшилося після впровадження інших культур, особливо батату.

## Використання

### Кулінарний
Фіолетовий ямс має їстівні бульби, які мають м'яко-солодкий, землистий і горіховий смак, що нагадує батат або таро. Зокрема, сорти фіалки перетворюють страви на яскраво-фіолетові через велику кількість антоціанів. Фіолетовий ямс також цінується за крохмаль, який можна з них переробити. Фіолетовий ямс найчастіше асоціюється з традиційною та сучасною філіппінською кухнею (де він відомий як убе або убі). Він широко використовується для приготування різноманітних філіппінських десертів, таких як торт убе, убі чизкейк і убе крінклс, а також інгредієнт або ароматизатор для морозива, молока, пончиків, пирогів, варення та інших видів випічки. Його часто їдять у вареному, запеченому вигляді або як підсолоджений десерт під назвою ube halayá; останній-популярний інгредієнт крижаного десерту під назвою гало-гало. Десерти з фіолетового ямсу нещодавно потрапили до Сполучених Штатів через філіппінську кухню під філіппінською назвою «ube». Він особливо популярний завдяки яскравому фіолетово-фіолетовому кольору, який він надає десертам.
У В'єтнамі з фіолетового ямсу готують вершковий суп під назвою canh khoai mỡ.
У Махараштрі смажені чипси їдять під час релігійного посту.  Фіолетовий ямс є невід'ємним інгредієнтом у Ундхію. Фіолетовий ямс — популярний десерт у Джафні, Шрі-Ланка.
Фіолетовий ямс зазвичай плутають з фіолетовими/фіолетовими сортами батату через їх схожість у кольорі, смаку та кулінарному використанні. Однак, як і інші ямси, фіолетовий ямс має більш вологу текстуру, ніж солодка картопля. Фіолетовий ямс також має більший вміст антоціану, ніж батат. Інакше їх можна використовувати взаємозамінно в більшості рецептів.

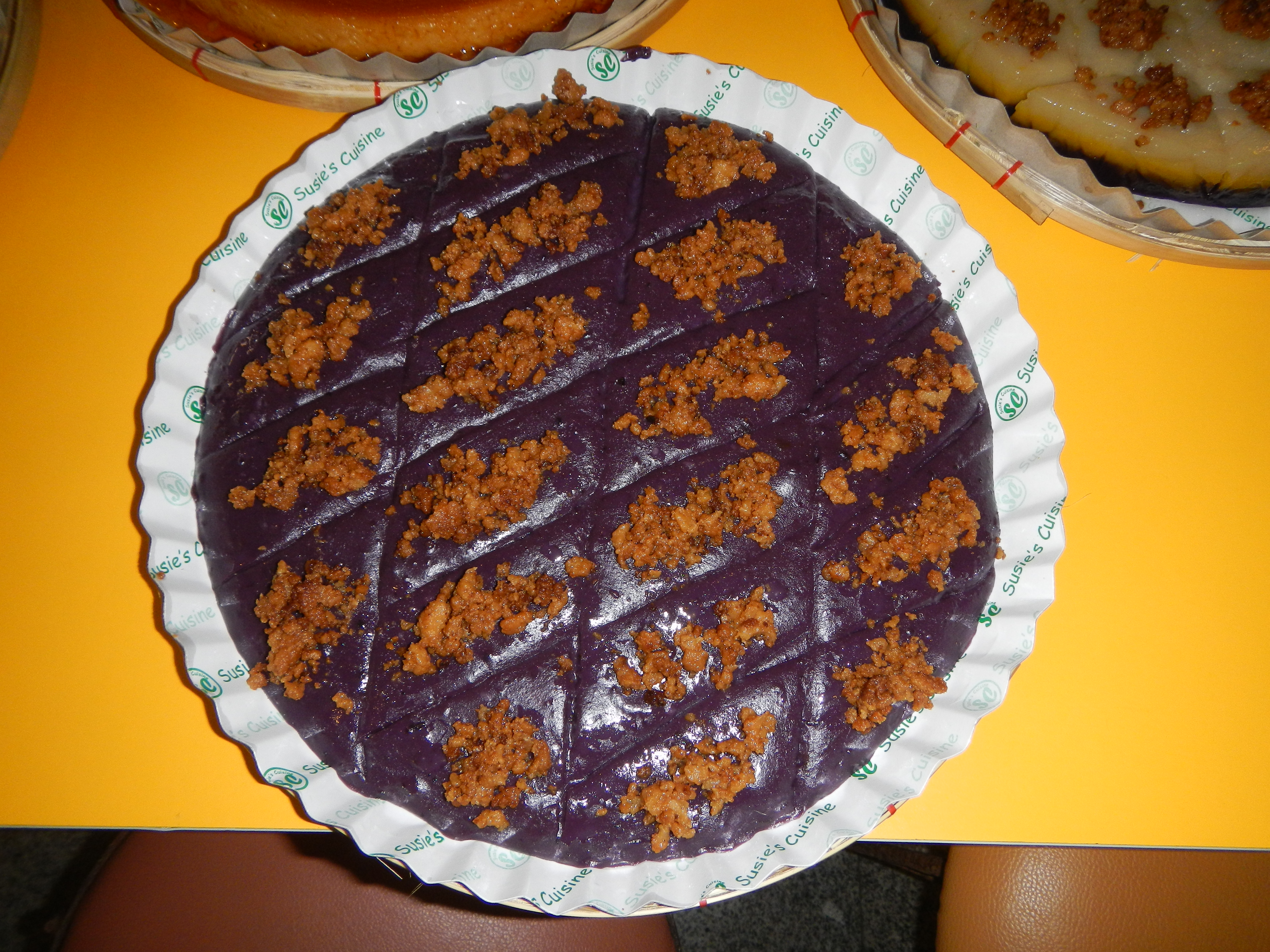
Убе халая (пюре з фіолетового ямсу) з Філіппін
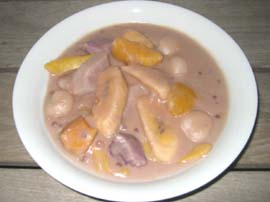
Бінігніт з Філіппін
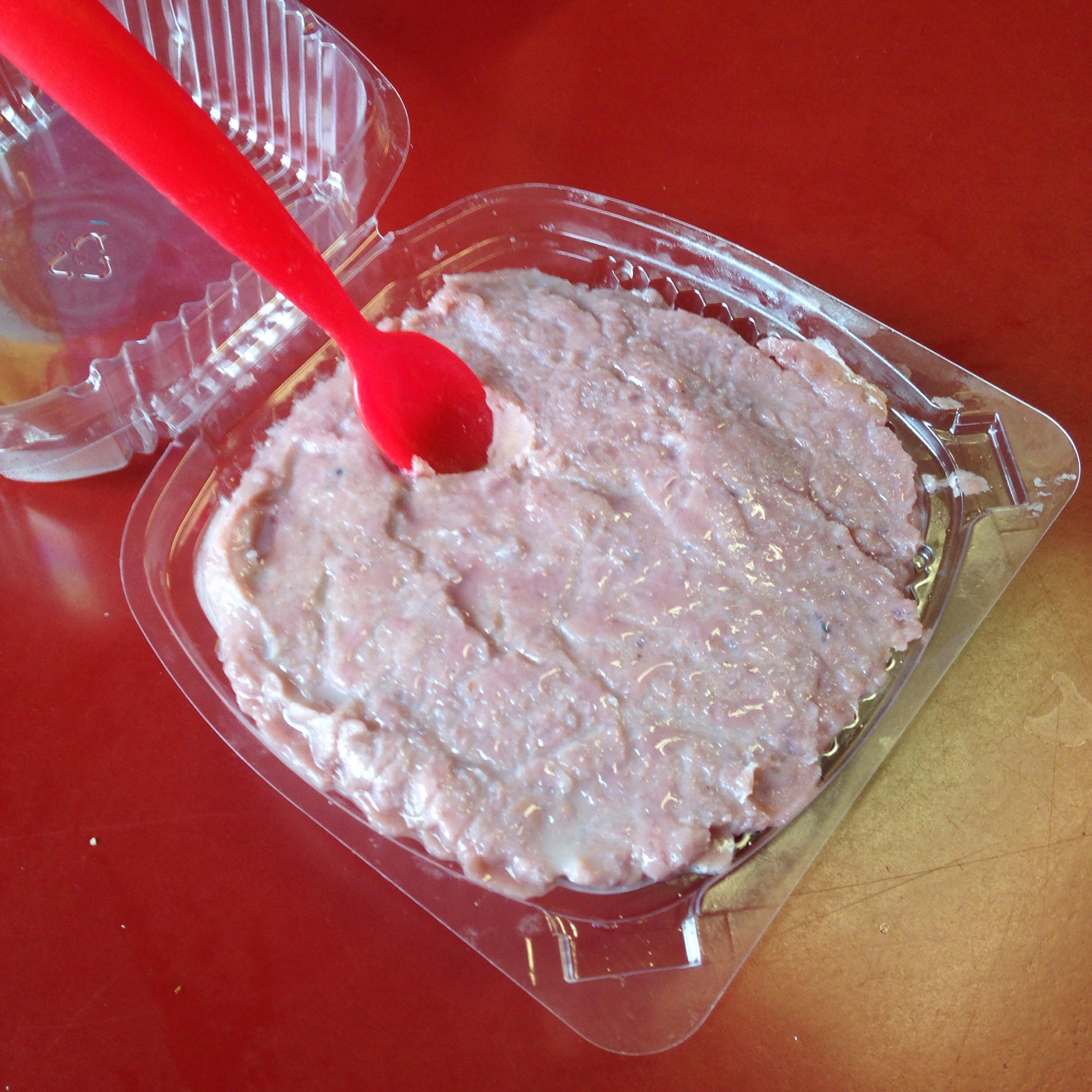
Білий Убе халайя з Каліфорнії
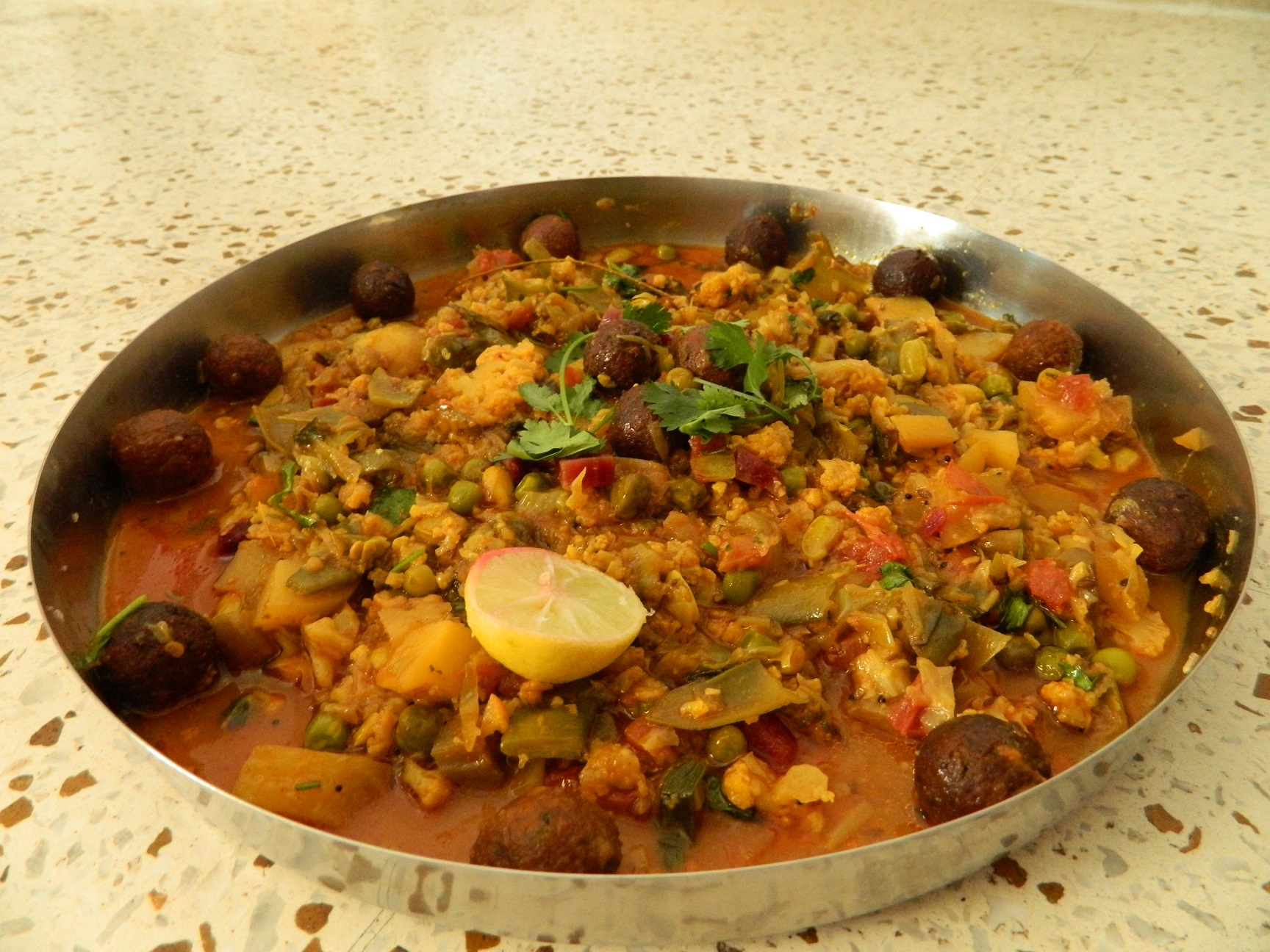
Ундію з Гуджарат, Індія
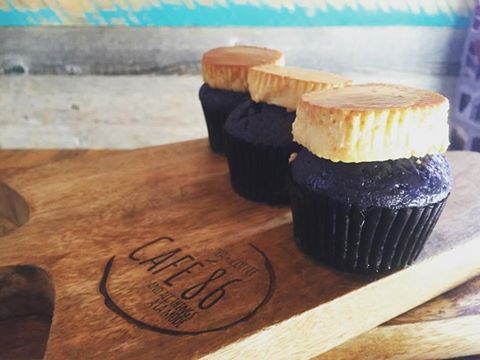
Капкейки
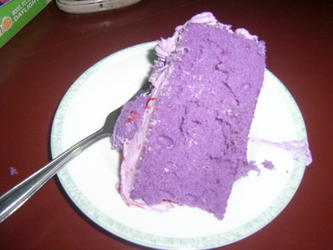
[en→uk]Убе кейк
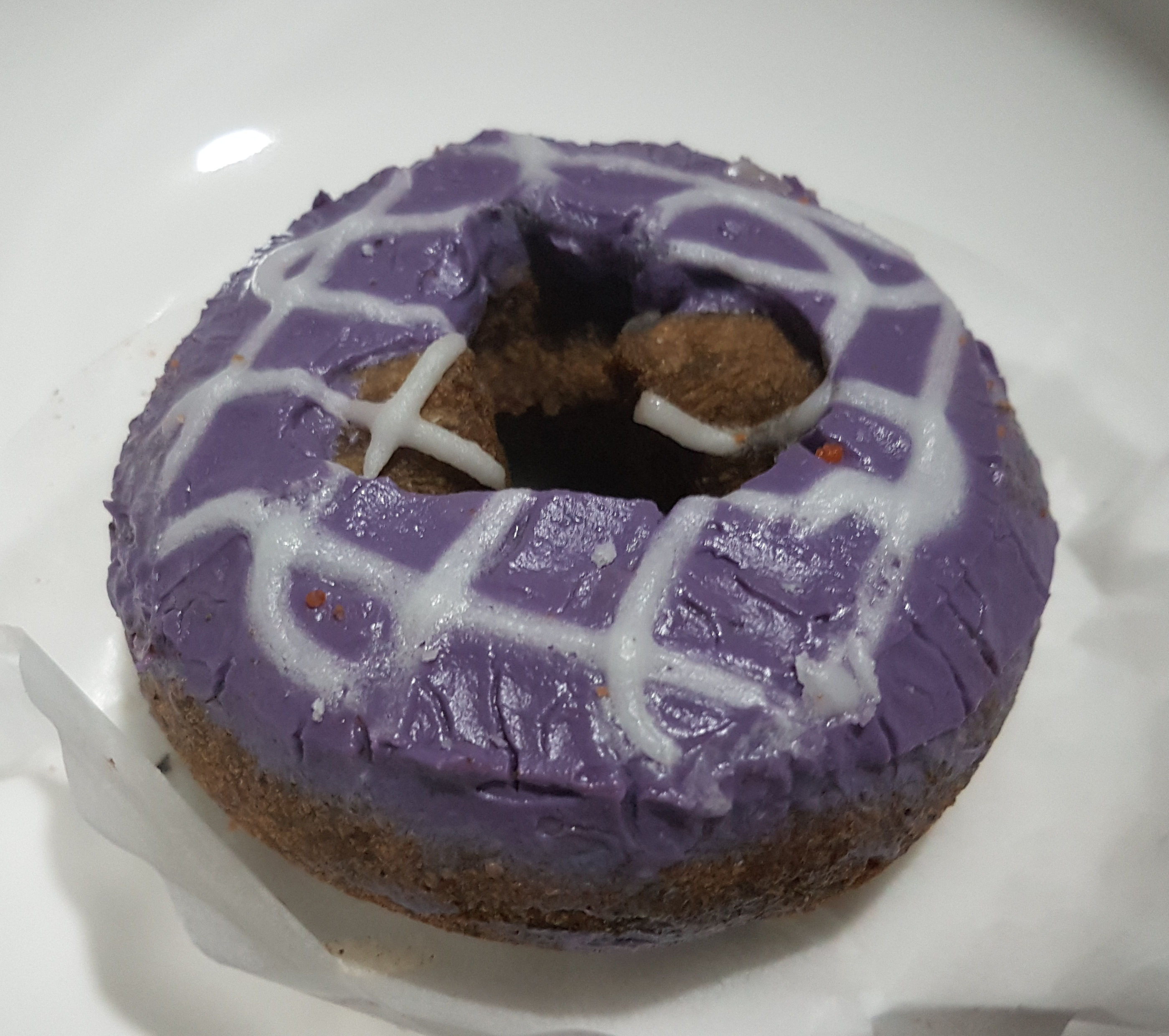
[en→uk]Філіппінський убе пончик
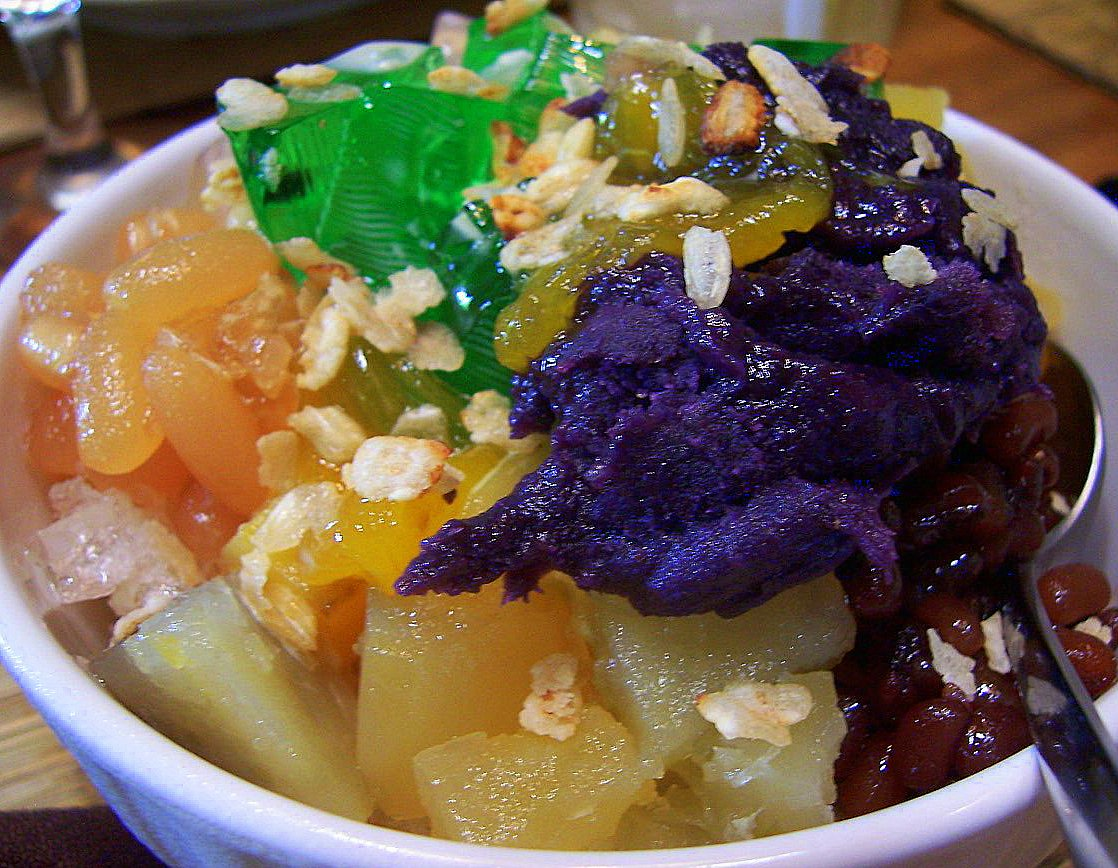
[en→uk]Гало-гало з убе халайя

## Як інвазивний вид
Dioscorea alata родом з Південно-Східної Азії, а також з прилеглих районів (Тайвань, Японські острови Рюкю, Ассам, низинні райони Непалу, Нової Гвінеї, острова Різдва). Він втік зі своєї зони зростання та потрапив у дику природу в багатьох інших місцях, натуралізувавшись у частинах південного та східно-центрального Китаю, Африки та Мадагаскару, Західної півкулі та різних островів в Індійському та Тихому океанах. У дикій природі він зберігається на Гаїті, а також у США, у Луїзіані, Джорджії, Алабамі, Пуерто-Рико, Віргінських островах США та у Флориді, де вважається інвазивним видом.